# Cloutierville
 (juillet 2024).
Si vous disposez d'ouvrages ou d'articles de référence ou si vous connaissez des sites web de qualité traitant du thème abordé ici, merci de compléter l'article en donnant les références utiles à sa vérifiabilité et en les liant à la section « Notes et références ».
Cloutierville est une communauté non incorporée de la paroisse des Natchitoches en Louisiane.

## Géographie
Cloutierville est située au Sud de la ville de Natchitoches, le long de la rive gauche de la rivière aux Cannes. 

## Histoire
C'est à Derry près de la future localité de Cloutierville que sont exterminés en 1732 les derniers guerriers Natchez lors de la bataille de La Colline Sang pour Sang. Ils avaient attaqué, dans le cadre de la révolte des Natchez, le fort Saint Jean-Baptiste des Natchitoches. Le village fut ensuite construit sur la plantation d'Alexis Cloutier, un louisianais d'ascendance française. La localité fut incorporée en 1822. Par la suite, la plantation Cloutier devint la propriété de l'écrivaine américaine d'origine irlandaise et créole de Louisiane Kate Chopin. En 1979, fut inauguré sur cette même plantation, le Bayou Folk Museum qui présentait la culture des Créoles de Louisiane et celle des Cadiens. En 2008, un incendie dévasta entièrement le musée.

La demeure de Kate Chopin sur la plantation d'Alexis Cloutier à Cloutierville.
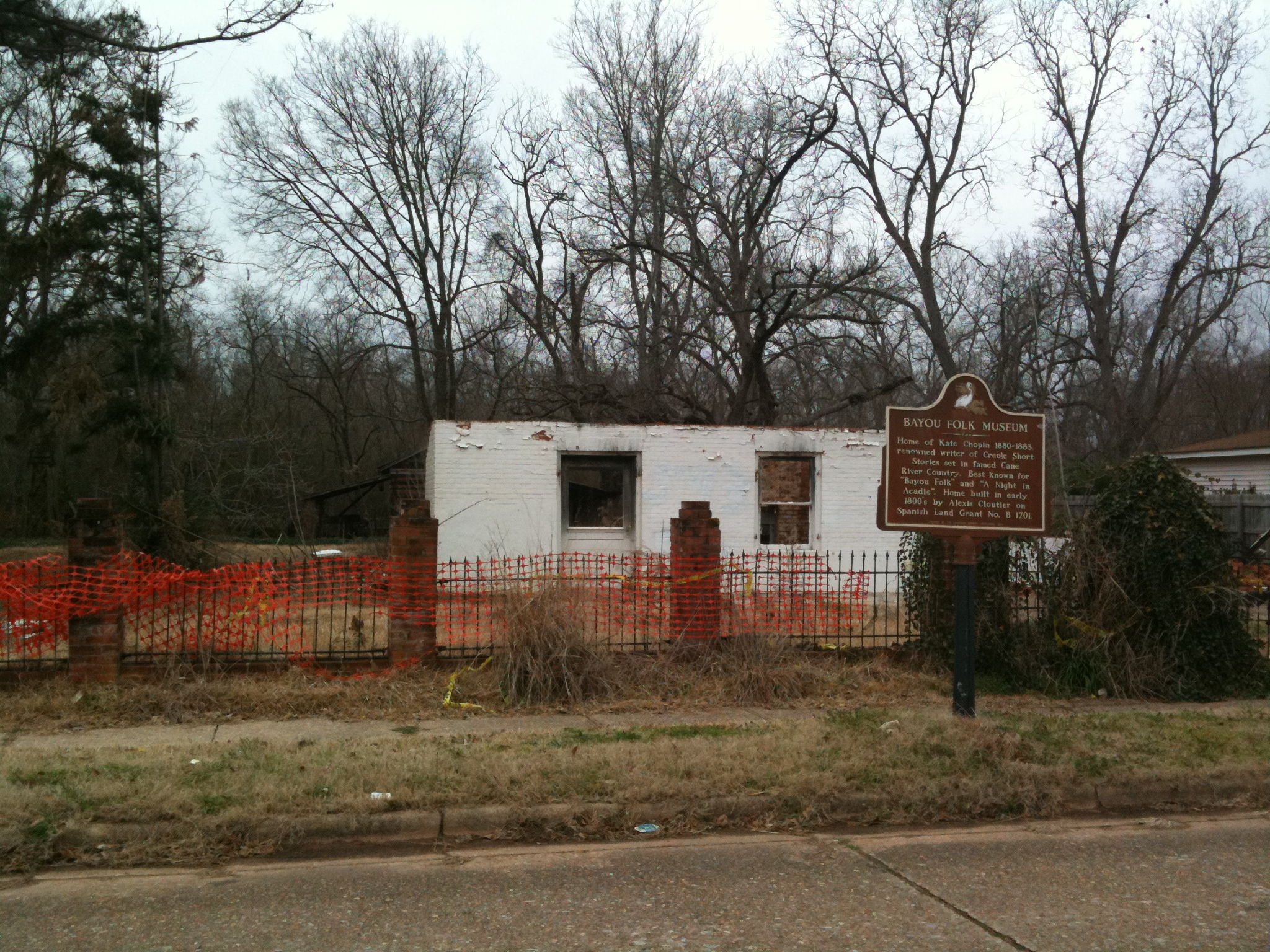
Le Bayou Folk Museum après l'incendie de 2008.